# Annalen der Physik
Annalen der Physik är en vetenskaplig tidskrift som utkommit under det namnet sedan 1799.
Friedrich Albrecht Carl Gren gav ut tidskriften Journal der Physik mellan 1790 och 1794. Den följdes mellan 1795 och 1797 av Neue Journal der Physik. 
Efter Grens död 1798 fortsatte Ludwig Wilhelm Gilbert, professor vid universitetet i Halle, utgivningen, nu under namnet Annalen der Physik. Han efterföljdes av Johann Christian Poggendorff och denne i sin tur av Gustav Heinrich Wiedemann.
Flera banbrytande vetenskapliga framsteg har publicerats i tidskriften, framför allt i början av 1900-talet, då bland andra Max Planck och Albert Einstein publicerade de första artiklarna om kvantmekaniken och den speciella relativitetsteorin. 
Svensken Peter Munck af Rosenschöld publicerade 1835 sina observationer om högspänningsurladdningar i pulvriserade ledande material, vilket bidrog till uppfinningar som kohär, trådlös telegrafi och radio.
Efter att under större delen av sin historia varit på tyska publiceras tidskriften numera på engelska, men den tyska titeln har bibehållits.